# 拉瑞·尼文
勞倫斯·凡·柯特·尼文（英語：Laurence van Cott Niven，1938年4月30日—），或較常直接簡稱為拉瑞·尼文（英語：Larry Niven），美国科幻文學作家，出生於加里福尼亚州洛杉矶。其最为知名的著作可能是荣获星云奖的《圆环世界》（Ringworld，1970年出版）。 他的作品主要属于硬科幻范畴，精于描写大科学概念和理论物理，其中也不乏侦探小说和冒险故事的元素。他的幻想故事包括《魔法消失了》系列，其中他把魔法视为一种不可再生的资源。他还创作过幽默故事，在《飞马》中予以收录。

## 传记
尼文是石油大亨爱德华·勞倫斯·多赫尼的曾孙，后者是1920年代茶壺山醜聞案的重要人物。他曾短暂就读于加州理工学院，1962年以数学文学士身份毕业于堪萨斯州托皮卡的瓦希巴大学（同时有一个心理学的辅修专业）。在加州大学洛杉矶分校做过一年数学方面的毕业研究工作。之后他以全职作家的身份居住在洛杉矶郊区，包括查特斯沃思和塔扎納。在1969年9月6日，尼文与Marilyn Joyce "Fuzzy Pink" Wisowaty Niven。夫人是一名著名的科幻小说和摄政王时期文学作品（Regency literature）的爱好者。

## 作品
尼文的处女作是1964年《最冷的地方》(The Coldest Place)。在这个故事中，世界上最冷的地方是水星的背光面。在创作该故事时候，科学界一般认为水星与太阳是公自传同期（类似于月球的同转卫星现象）的，所以背光面始终晒不到阳光。在该故事发表仅几个月前才发现事实上有微小的偏差。
1967年，勞倫斯·凡·柯特·尼文凭借《中子星》一文荣获雨果奖最佳短篇小说。后来勞倫斯·凡·柯特·尼文依靠1972年的善变的月亮，1975年《洞人》两度再获此殊荣。1976年，索尔的边陲获得雨果奖最佳中篇小说。
尼文还创作过大量的科幻电视连续剧剧本，包括1974年《失落的世界》(Land of the Lost)和星际迷航动画系列。他把自己的作品《善变的月亮》改编后成为1995年《外星界限》中的一集。
尼文还参与创作绿灯侠，其中甚至涉及到诸如熵和红移效应这样在漫画中非常罕有的硬科幻话题。
尼文的很多故事都发生在他所设定的已知空间宇宙中。在这个世界中，人类与众多外星种族共同生存在靠近太阳系的多个星系中。经常作为主角出现的种族包括好斗的猫型种族克孜（Kzin），智商极高但是非常懦弱的耍木偶人（Pierson's Puppeteer）。《圆环世界》就被设定为发生在已知空间中。
尼文被公认为非常善于创造精神上和生理上都与人类完全不同的外星生物形象。同时也有批评认为，一旦尼文确定了一个外星种族的基本特征，随后的创作就非常模板化，很容易被猜测出来，让人感觉缺乏自主意识。
尼文还创作过逻辑型幻想小说《魔法消失了》系列。
《天龙星客栈》则收录了一系列基于一个异星酒吧经营者视角写作的故事。
自1970年代起他的大量作品都是和傑里·波奈爾及史蒂文·巴恩斯合作完成的。
- 《已知空间（英语：Known Space）》系列作品
  - 《圆环世界》系列
    - 《圆环世界》（1970年）
    - 《圆环世界工程师（英语：The Ringworld Engineers）》（1979年） 
      - 《拉瑞·尼文的圓環世界指南》（Guide to Larry Niven's Ringworld ,1994年与Kevin Stein合著）

    - 《圆环世界王座（英语：The Ringworld Throne）》（1996年）
    - 《圆环世界的孩子們（英语：Ringworld's Children）》（2004年）
- 《魔法消失了（英语：The Magic Goes Away）》
- 《天龙星客栈（英语：The Draco Tave）》
- 《洞人》
- 《失落的世界（英语：Land of the Lost (1974 TV series)）》
- 《中子星（英语：Neutron Star (short story)）》
- 《最冷的地方》(The Coldest Place)